# Буковец Зелински
Буковец Зелински је насељено место у саставу града Свети Иван Зелина у Загребачкој жупанији, Хрватска. До територијалне реорганизације у Хрватској налазио се у саставу бивше велике општине Свети Иван Зелина.

## Становништво
На попису становништва 2011. године, Буковец Зелински је имао 413 становника.

## Попис1991.
На попису становништва 1991. године, насељено место Буковец Зелински је имало 311 становника, следећег националног састава:
| Попис 1991.‍ | Попис 1991.‍ | Попис 1991.‍ | Попис 1991.‍ | Попис 1991.‍ |
| ----------- | ----------- | ----------- | ----------- | ----------- |
|             |             |             |             |             |
| Хрвати      | Хрвати      |             | 306         | 98,39%      |
| Југословени | Југословени |             | 4           | 1,28%       |
| непознато   | непознато   |             | 1           | 0,32%       |
| укупно: 311 |             |             |             |             |